# Cerro Veronese
Cerro Veronese (venetisch: Sero, zimbrisch Kame Cire) ist eine nordostitalienische Gemeinde (comune) mit 2669 Einwohnern (Stand 31. Dezember 2023) in der Provinz Verona in Venetien. Die Gemeinde liegt etwa 16 Kilometer nordnordöstlich von Verona und gehört zur Comunità montana della Lessinia.

## Wirtschaft und Verkehr
In diesem Weinbaugebiet wird Valpolicella produziert.

## Persönlichkeiten
- Damiano Cunego (* 1981), Radrennfahrer